# Ставешинці
Ставешинці (словен. Stavešinci) — поселення в общині Горня Радгона, Помурський регіон, Словенія. Висота над рівнем моря: 212,2 м.